# Krapfenauer Mühle
Krapfenauer Mühle ist ein Gemeindeteil der Stadt Feuchtwangen im Landkreis Ansbach (Mittelfranken, Bayern). Krapfenauer Mühle liegt in der Gemarkung Krapfenau.

## Geografie
Die Einöde liegt an der Sulzach. Unmittelbar südlich des Ortes mündet das Jägersbrünnlein als rechter Zufluss der Sulzach. Im Süden liegt das Waldgebiet Hart. Eine Gemeindeverbindungsstraße führt nach Krapfenau zur Kreisstraße AN 41 (0,3 km östlich) bzw. zur Hammerschmiede (0,2 km westlich).

## Geschichte
Die Krapfenauer Mühle lag im Fraischbezirk des ansbachischen Oberamtes Feuchtwangen. Die Mühle zählte ursprünglich zu Krapfenau und hatte das Spital der Reichsstadt Dinkelsbühl als Grundherrn. An diesen Verhältnissen änderte sich bis zum Ende des Alten Reiches nichts. Unter der preußischen Verwaltung (1792–1806) des Fürstentums Ansbach wurde die Krapfenauer Mühle bei der Vergabe der Hausnummern als eigener Ort geführt mit einer Hausnummer. Von 1797 bis 1808 unterstand der Ort dem Justiz- und Kammeramt Feuchtwangen.
Mit dem Gemeindeedikt (frühes 19. Jahrhundert) wurde die Krapfenauer Mühle dem Steuerdistrikt Heilbronn und der Ruralgemeinde Krapfenau zugeordnet. Zu dem Anwesen gehörten zwei Parzellen Weideland mit insgesamt 3 ha. Die eine Parzelle liegt 0,6 km westlich von dem Gebäude. Nach 1888 wurde die Krapfenauer Mühle in den amtlichen Ortsverzeichnissen nicht mehr als Ortsteil geführt. In der Ortsdatenbank der Bayerischen Landesbibliothek Online wird sie wieder als amtlich benannter Gemeindeteil mit der Gemeindekennziffer 571145 aufgelistet. Im Zuge der Gebietsreform in Bayern wurde die Krapfenauer Mühle am 1. Juli 1971 nach Feuchtwangen eingemeindet.

### Ehemaliges Baudenkmal
- Mühle südwestlich von Krapfenau, wohl frühes 19. Jahrhundert. Zweigeschossiges verputztes Satteldachhaus von 6 zu 3 Achsen. Ecklisenen. Über der Haustür ein Steinrelief mit einem von Löwen gehaltenen Mühlrad.[10]

### Einwohnerentwicklung
| Jahr      | 001836 | 001840 | 001871 | 001885 |
| Einwohner | 7      | 7      | 8      | 7      |
| Häuser    | 1      | 1      |        | 2      |
| Quelle    | [ 12 ] | [ 13 ] | [ 14 ] | [ 15 ] |